# Christine Sponring
Christine Sponring (Schwaz, 22 giugno 1983) è un'ex sciatrice alpina austriaca.

## Biografia

### Stagioni 1999-2001
Sciatrice polivalente originaria di Weerberg e attiva in gare FIS dal novembre del 1998, dopo aver vinto la medaglia di bronzo nella discesa libera ai Mondiali juniores del 2000 la Sponring fece il suo esordio in Coppa Europa il 5 dicembre dello stesso anno a Bardonecchia in slalom speciale e in Coppa del Mondo il 10 dicembre successivo a Sestriere nella medesima specialità, in entrambi i casi senza completare la prova.
Nella stessa stagione ottenne la prima vittoria, nonché primo podio, in Coppa Europa, il 20 gennaio a Elbigenalp in slalom speciale, e, il 2 febbraio, vinse la medaglia d'argento nella prova di combinata ai Mondiali di Sankt Anton am Arlberg, sua prima presenza iridata dove si classificò anche 12ª nello slalom speciale; pochi giorni dopo, il 10 febbraio, vinse anche la medaglia d'oro nella prova di slalom speciale ai Mondiali juniores di Verbier.

### Stagioni 2002-2009
All'inizio della stagione 2001-2002, il 22 novembre, conquistò il primo podio in Coppa del Mondo, giungendo 2ª nello slalom speciale di Copper Mountain; in seguito prese parte ai XIX Giochi olimpici invernali di Salt Lake City 2002, sua unica presenza olimpica, senza concludere né lo slalom speciale né la combinata, e l'anno dopo ai Mondiali di Sankt Moritz 2003 fu 8ª nella discesa libera.
Il 28 gennaio 2007 ottenne a San Sicario in supergigante l'ultimo podio in Coppa del Mondo (3ª) e ai successivi Mondiali di Åre 2007, sua ultima presenza iridata, fu 16ª nella medesima specialità. Il 9 marzo 2008 prese per l'ultima volta il via in Coppa del Mondo, a Crans-Montana in discesa libera (16ª), e il 17 marzo successivo conquistò l'ultima vittoria, nonché ultimo podio, in Coppa Europa, a Santa Caterina Valfurva in discesa libera; l'8 gennaio 2009 annunciò il proprio ritiro dall'attività agonistica a causa dell'ennesimo infortunio della carriera, subito in allenamento in settembre. La sua ultima gara in carriera fu lo slalom gigante di Coppa Europa disputato a Schruns il 16 dicembre 2008, non completato dalla Sponring.

## Palmarès

### Mondiali
- 1 medaglia:
  - 1 argento (combinata a Sankt Anton am Arlberg 2001)

### Mondiali juniores
- 2 medaglie:
  - 1 oro (slalom speciale a Verbier 2001)
  - 1 bronzo (discesa libera a Québec 2000)

### Coppa del Mondo
- Miglior piazzamento in classifica generale: 39ª nel 2007
- 3 podi:
  - 1 secondo posto
  - 2 terzi posti

### Coppa Europa
- Miglior piazzamento in classifica generale: 4ª nel 2005
- Vincitrice della classifica di discesa libera nel 2007
- 14 podi:
  - 12 vittorie
  - 1 secondo posto
  - 1 terzo posto

#### Coppa Europa - vittorie
| Data             | Località                | Paese    | Specialità |
| ---------------- | ----------------------- | -------- | ---------- |
| 20 gennaio 2001  | Elbigenalp              | Austria  | SL         |
| 22 febbraio 2001 | Ravascletto             | Italia   | SL         |
| 23 febbraio 2001 | Ravascletto             | Italia   | SL         |
| 26 febbraio 2001 | Rogla                   | Slovenia | SL         |
| 20 febbraio 2003 | Tarvisio                | Italia   | DH         |
| 2 febbraio 2005  | San Martino             | Italia   | DH         |
| 6 febbraio 2005  | Castelrotto             | Italia   | GS         |
| 4 marzo 2005     | Abetone                 | Italia   | DH         |
| 9 marzo 2005     | Roccaraso               | Italia   | DH         |
| 16 marzo 2007    | Santa Caterina Valfurva | Italia   | DH         |
| 16 marzo 2007    | Santa Caterina Valfurva | Italia   | SC         |
| 17 marzo 2007    | Santa Caterina Valfurva | Italia   | DH         |

Legenda:

DH = discesa libera

GS = slalom gigante

SL = slalom speciale

SC = supercombinata

### Nor-Am Cup
- Miglior piazzamento in classifica generale: 35ª nel 2004
- 2 podi:
  - 2 terzi posti

### Campionati austriaci
- 8 medaglie[2]:
  - 3 ori (combinata nel 2000; slalom speciale nel 2001; discesa libera nel 2005)
  - 3 argenti (discesa libera nel 2002; supergigante, combinata nel 2005)
  - 2 bronzi (discesa libera nel 2000; supergigante nel 2001)